# Evan Hunter
Evan Hunter, ursprungligen Salvatore Albert Lombino, född 15 oktober 1926 i New York i New York, död 6 juli 2005 i Weston i Connecticut, var en amerikansk författare, mest känd som författare av kriminalhistorier under pseudonymen Ed McBain. Han har också skrivit under pseudonymerna John Abbott, Curt Cannon, Hunt Collins och Richard Marsten.

## Biografi
Hunter växte upp i den italienska delen av Harlem, studerade vid olika college samt arbetade som lärare och som redaktör vid en litterär agentur. Hans debut som författare ägde rum i början av 1950-talet under pseudonymen Evan Hunter. Han kom några år senare att officiellt anta detta namn.
Hunters genombrott kom med Vänd dem inte ryggen (The Blackboard Jungle) från 1954. Romanen filmatiserades 1955; i filmen kunde man för övrigt höra Bill Haley med låten "Rock Around the Clock". Efter denna framgång blev Hunter författare på heltid. 
Hunter har förutom en mängd romaner i skilda stilar och miljöer också skrivit filmmanus, bland annat till Alfred Hitchcocks Fåglarna (1963). Han avled till följd av strupcancer.

### Ed McBain
Under pseudonymen Ed McBain skrev Hunter totalt 55 romaner om poliserna i 87:e distriktet i en fiktiv storstad i USA. Staden saknar namn men är tydligt baserad på New York; båda städerna har till exempel fem stadsdelar. 87:e distriktet ligger i Isola, som motsvarar New Yorks Manhattan. Den första boken i serien, Cop Hater, kom 1956 och heter på svenska Polishataren. Den sista boken i serien heter på svenska Da Capo (Fiddlers) och publicerades postumt i september 2005.
Han har som McBain också skrivit 13 böcker om den Florida-baserade advokaten Matthew Hope.

### Romaner
- The Evil Sleep (1952) (Mardrömmen, översättning Hans Risö, Wennerberg, 1955)
- Don't Crowd Me (1953) (Döden tar aldrig semester, översättning M. Jungholm, Wennerberg, 1955)
- The Blackboard Jungle (1954) (Vänd dem inte ryggen, översättning Majken Cullborg, B. Wahlströms Bokförlag, 1970)
- Second Ending (1956) (Det lätta steget, översättning Elsie och Håkan Tollet, Bergh, 1956)
- Strangers When We Meet (1958) (Dröj hos mig främling, översättning Gert Landin, Hökerberg, 1959)
- A Matter of Conviction (1959) (Jag behöver dig, översättning Gert Landin, Hökerberg, 1960)
- Mothers and Daughters (1961) (Mödrar och döttrar, översättning Nils Jacobsson, Hökerberg, 1961)
- Buddwing (1964) (Vem var Sam Buddwing?, översättning Nils Jacobsson, Hökerberg, 1964)
- The Paper Dragon (1966)
- A Horse’s Head (1967)
- Last Summer (1968)
- Sons (1969)
- Nobody Knew They Were There (1971) (Lönnmördaren, översättning Annika Döös, RA-förlaget, 1982)
- Every Little Crook and Nanny (1972) (Tryggare kan ingen..., översättning Sam J. Lundwall, Delta, 1975)
- Come Winter (1973)
- Streets of Gold (1974) (Gator av guld, översättning Gull Brunius, Lindqvist, 1975)
- The Chisholms (1976)
- Walk Proud (1979) (För Sarahs skull, översättning Barbro Widebäck, Bokhuset, 1982)
- Love, Dad (1981)
- Far From the Sea (1983)
- Lizzie (1985)
- Criminal Conversation (1994) (Brottsligt umgänge, översättning Nille Lindgren, Wahlström & Widstrand, 1995)
- Privileged Conversation (1996)
- Candyland (2001) (under namnen Evan Hunter och Ed McBain)
- The Moment She Was Gone (2002)

#### Som Ed McBain
Om 87:e polisdistriktet
- Polishataren (översättning Sam J. Lundwall) (även utgiven med titel Avslöjad) (Cop Hater, 1956)
- Rånaren (översättning Caj Lundgren) (även utg. med titel Kvinna överfallen) (The Mugger, 1956)
- Langaren (översättning Sam J Lundwall) (även utg. med titel Heroin) (The Pusher, 1956)
- Svindlaren (Döden tatuerar, översättning Marianne Jungholm, Wennerberg, 1958) (The Con Man, 1957)
- Mördarens val (översättning Sam J. Lundwall) (Killer's Choice, 1957)
- Hämnden (översättning Maj Sjöwall och Per Wahlöö) (Killer's Payoff, 1958)
- Ladykiller (översättning Sonja Melinder)Ladykiller, 1958)
- Flaskan (översättning Gert A. Landin, Hökerberg, 1962) (Killer's Wedge, 1959)
- Hatet (översättning Maj Sjöwall och Per Wahlöö) ('Til Death, 1959)
- Hotet (översättning Maj Sjöwall och Per Wahlöö) (King's Ransom, 1959), filmatiserad 1963 av Akira Kurosawa som Himmel och helvete
- Handen (översättning Maj Sjöwall och Per Wahlöö) (Give the Boys a Great Big Hand, 1960)
- Den döve (översättning Gert A. Landin, Hökerberg, 1962) (The Heckler, 1960)
- Het söndag (översättning Caj Lundgren) (See Them Die, 1960)
- Svart motiv (översättning Sonja Melinder) (Lady, Lady, I Did It 1961)
- Som kärlek (översättning Sam J. Lundwall) (Like Love, 1962)
- Trio (översättning Sam J. Lundwall) (The Empty Hours, 1963)
- Tio plus en (översättning Majken Cullborg) (även utg. med titlarna Krypskytten resp. Skytten) (Ten Plus One, 1963)
- Dråpet (översättning Maj Sjöwall och Per Wahlöö) (Ax, 1964)
- Dröjaren (översättning Maj Sjöwall och Per Wahlöö) (He Who Hesitates, 1964)
- Dockan (översättning Maj Sjöwall och Per Wahlöö) (Doll, 1965)
- Fyrtio miljoner vittnen (översättning Börje Crona, Delta, 1975) (översättning Lennart Allen, Wennerberg, 1976) (Eighty Million Eyes, 1966)
- Deckarna (översättning Maj Sjöwall och Per Wahlöö) (Fuzz, 1968)
- Geväret (översättning Maj Sjöwall) (Shotgun, 1969)
- Pusslet (översättning Maj Sjöwall och Per Wahlöö) (Jigsaw, 1970)
- Nu kommer dom (översättning Rolf Ahlgren) (Hail, Hail, the Gang's All Here, 1971)
- Sadie när hon dog (översättning Maj Sjöwall) (Sadie When She Died, 1972)
- Hörluren (översättning Sam J. Lundwall) (Let's Hear it for the Deaf Man, 1972)
- Gänget (översättning Pelle Fritz-Crone, Spektra, 1975) (Hail to the Chief, 1973)
- Kulor (översättning Roland Adlerberth, Delta, 1975) (Bread, 1974)
- Blodsband (översättning Sam J. Lundwall, Delta, 1976) (Blood Relatives, 1975)
- Tills döden skiljer er åt (översättning Sam J. Lundwall, PAN/Norstedt, 1977) (So Long As You Both Shall Live, 1976)
- Länge sen vi sågs ... (översättning Sam J. Lundwall, Norstedt, 1978) (Long Time No See, 1977)
- Calypso (översättning Sam J. Lundwall, Norstedt, 1979) (Calypso, 1979)
- Spöken (översättning Sam J. Lundwall, Norstedt, 1980) (Ghosts, 1979)
- Hetta (översättning Sam J. Lundwall, Norstedt, 1981) (Heat, 1981)
- Is (översättning Sam J. Lundwall, Norstedt, 1984) (Ice, 1983)
- Blixt (översättning Sam J. Lundwall, Norstedt, 1985) (Lightning, 1984)
- Åtta svarta hästar (översättning Tove Bouveng, Norstedt, 1986) (Eight Black Horses, 1985)
- Gift (översättning Tove Bouveng, Norstedt, 1988) (Poison, 1987)
- Tricks (översättning Björn Linné, Norstedt, 1989) (Tricks, 1987)
- The Women of the 87th Precinct (1988) (Samling av tidigare utgivna korta historier med kvinnorna från 87:e)
- McBain's Ladies, too (1989) (Samling av tidigare utgivna korta historier med kvinnorna från 87:e - del 2)
- Vaggvisa (översättning Tove Bouveng, Norstedt, 1990) (Lullaby, 1989)
- Aftonsång (översättning Björn Linné, Norstedt, 1991) (Vespers, 1989)
- Änkor (översättning Björn Linné, Norstedt, 1992) (Widows, 1991)
- Kyss (översättning Björn Linné, Norstedt, 1993) (Kiss, 1992)
- Trubbel (översättning Björn Linné, Norstedt, 1994) (Mischief, 1993)
- Stilla natt (översättning Tove Bouveng)And All Through the House, 1994)
- Romans (översättning Björn Linné, Norstedt, 1997) (Romance, 1995)
- Nocturne (översättning Kerstin Gustafsson, Norstedt, 1998) (Nocturne, 1997)
- Sokrates bägare (översättning Björn Linné, Norstedt, 2001) (The Last Best Hope, 1998) (Även Matthew Hope)
- Stora stygga stan (översättning Björn Linné, Norstedt, 2000) (The Big Bad City, 1999)
- Sista dansen (översättning Björn Linné, Norstedt, 2001) (The Last Dance, 2000)
- Money, money, money (ej översatt)(2001)
- Fat Ollies bok (översättning Mats Blomqvist, B. Wahlström, 2006) (Fat Ollie's Book, 2002)
- Sångfågel (översättning Mats Blomqvist, B. Wahlström, 2007) (The Frumious Bandersnatch, 2004)
- Hark (ej översatt)(2004)
- Da Capo (översättning Mats Blomqvist, Damm, 2008) (Fiddlers, 2005, utgiven postumt)

Om advokaten Matthew Hope
- Guldlock (översättning Sam J. Lundwall, Norstedt, 1979) (Goldilocks, 1976)
- Den elake dvärgen (översättning Sam J. Lundwall, Norstedt, 1981) (Rumpelstiltskin, 1981)
- Skönheten och odjuret (översättning Sam J. Lundwall, Norstedt, 1983) (Beauty and the Beast, 1982)
- Jack och bönstjälken (översättning Sam J. Lundwall, Norstedt, 1986) (Jack and the Beanstalk, 1984)
- Snövit och Rosenröd (översättning Ylva Stålmarck, Norstedt, 1987) (Snow White And Rose Red, 1985)
- Askungen (översättning Kerstin Öhrström, Norstedt, 1988) (Cinderella, 1986)
- Mästerkatten i stövlar (översättning Kerstin Öhrström, Norstedt, 1989) (Puss In Boots, 1987)
- Huset som Jack byggde (översättning Björn Linné, Norstedt, 1990) (The House That Jack Built, 1988)
- Tre blinda möss (översättning Björn Linné, Norstedt, 1992) (Three Blind Mice, 1990)
- Mary, Mary (översättning Björn Linné, Norstedt, 1994) (Mary, Mary, 1992)
- Det var en gång en liten flicka (översättning Björn Linné, Norstedt, 1996) (There Was A Little Girl, 1994)
- Den vindögda björnen (översättning Björn Linné, Norstedt, 1999) (Gladly The Cross-Eyed Bear, 1996)
- Sokrates bägare (översättning Björn Linné) (The Last Best Hope, 1998) (Även 87:e)

Övriga böcker under namnet Ed McBain och andra pseudonymer
- Spring svarte man (översättning Sonja Melinder) (Runaway Black, 1954)
- Simulanten (översättning Elisabet Frisk) (Murder in the Navy, 1955 under namnet Richard Marsten)(Tidigare även utgiven med titeln Mord ombord)(Ompublicerad på engelska som Death of a nurse under namnet Ed McBain)
- Det lätta steget (översättning Elsie och Håkan Tollet, Bergh, 1956) (Second ending, 1956) (utgiven som Evan Hunter)
- Ingen går fri (översättning John G. Hellberg) (Vanishing ladies, 1957) (Utgiven under namnet Richard Marsten)
- I Like 'Em Tough (1958)
- En dödlig miss (översättning Bengt Holmquist) (I'm Cannon for Hire, 1958) (Utgiven under namnet Curt Cannon)
- Den envise kommissarien (översättning Tora Bergengren, Wennerberg, 1976) (Where There's Smoke, 1975)
- Dörrar (översättning Kerstin Gustafsson, Askild & Kärnekull, 1978) (Doors, 1975) (Även utgiven under namnet Ezra Hannon)
- Downtown (översättning Tove Bouveng, Norstedt, 1991) (Downtown, 1989)
- Brottsligt umgänge (1994; Criminal Conversation) (Utgiven under namnet Evan Hunter)
- The Ed McBain Brief (noveller) (1982)
- En annan del av staden (översättning Tove Bouveng, Norstedt, 1987) (Another Part Of The City, 1986)
- Vågspel (översättning Mats Blomqvist, B. Wahlström, 2006) (Alice in jeopardy, 2006)

### Memoarer
- Me and Hitch (1997)
- Let's Talk: A Story of Cancer and Love (2005)

### Novellsamlingar
- Happy New Year, Herbie (1963)
- The Easter Man (1972)
- Running from Legs (2000)
- Barking at Butterflies (2000)

### Barnböcker
- Find the Feathered Serpent (1952)
- The Remarkable Harry (1959)
- The Wonderful Button (1961)
- Me and Mr. Stenner (1976)

### Filmmanuskript
- Dröj hos mig främling... (1960)
- Fåglarna (1963)
- Snuten i 87:e (1972)
- Walk Proud (1979)

### TV-manuskript
- The Chisholms (1979)
- The Legend of Walks Far Woman (1980)
- Dream West (1986)

## Priser och utmärkelser
- Grand Master-diplom 1976
- Rivertonklubbens internationella hederspris 1997
- The Cartier Diamond Dagger 1998